# Mitternacht (Bruckner)
Mitternacht, WAB 80, ist ein weltliches Chorwerk komponiert von Anton Bruckner im Jahr 1869.

## Geschichte
Bruckner komponierte das Lied nach einem Text von Joseph Mendelssohn im November 1869, zum 25-jährigen Jubiläum der Linzer Liedertafel Frohsinn. Das Stück wurde am 15. Mai 1870 von Frohsinn im Volksfesthalle von Linz aufgeführt.
Das Werk, dessen Originalhandschrift im Archiv der Liedertafel Frohsinn, aufbewahrt wird, wurde erstmals 1903 von Doblinger herausgegeben. Es wurde 1911 von Viktor Keldorfer (Universal Edition) zusammen mit den beiden anderen „Mitternachtsliedern“ Bruckners (Um Mitternacht, WAB 89 und  WAB 90). Das Lied erscheint in Band XXIII/2, Nr. 25 der Gesamtausgabe.

## Text
Mitternacht ist nach einem Text von Joseph Mendelssohn komponiert.
Die Blumen glüh’n im Mondenlicht

Der märchenschönen Mitternacht,

Im Baume unten, blütendicht,

Der Sterne Glanz sich flimmernd bricht,

Sie kosen mit der Blätterpracht

Im süßen Zauber der Mitternacht.

Die Lüfte geh’n so weich, so hehr

Wie ferner Dome Glockenklang;

Mir ist das Herz so andachtschwer,

Es rauscht um mich wie Gotteslehr’,

Wie Orgelton und Feiersang

Im süßen Zauber der Mitternacht.

## Musik
Das 84 Takte lange Werk in As-Dur ist für Männerchor, Tenorsolist und Klavier besetzt. Strophe 1 wird vom Chor mit einem Ostinato des Klaviers gesungen. In Strophe 2, Takte 49–58 (Mir ist das Herz so andachtschwer) singt der Solist mit Begleitung des Chores und Unisono-Linien der Sechzehntelnotes des Klaviers. Das Stück endet pianissimo.

## Diskografie
Mitternacht, WAB 80, ist einer der beliebtesten Bruckners Weltliche Chorwerke. Die erste Aufnahme von Mitternacht stammt von Willi Schell mit dem Cronenberger Männerchor in 1956 – 45 rpm: Tonstudio Wolfgang Jakob (Dortmund)
Eine Auswahl der weiteren Aufnahmen:
- Walther Schneider, Josef Traxel (Tenor), Stuttgarter Liederkranz, Hubert Giesen (Klavier) – LP: Odeon O/STO 41453, 1961
- Guido Mancusi, Herbert Lippert (Tenor), Chorus Viennensis, Walter Lochmann (Klavier), Musik, du himmlisches Gebilde! – CD: ORF CD 73, 1995
- Thomas Kerbl, Männerchorvereinigung Bruckner 08, Mariko Onishi (Klavier), Anton Bruckner – Männerchöre – CD: LIVA027, 2008
- Jan Schumacher, Christoph Prégardien (Tenor), Camerata Musica Limburg, Andreas Frese (Klavier) Serenade. Songs of night and love – CD: Genuin GEN 12224, 2011